# Marlboro Yamaha
Marlboro Yamaha var Yamahas fabriksstall i MotoGP under många år. I stallet har ett antal legender kört, bland annat Eddie Lawson, Wayne Rainey och Max Biaggi. När Marlboro bestämde sig för att sponsra Ducati Corse istället, bytte Yamaha sponsor och blev Gauloises Yamaha.